# 処女と魔王とタクティクス
『処女と魔王とタクティクス』（しょじょとまおうとタクティクス）は2011年6月24日にChariotより発売された18禁のパソコンゲーム（アダルトゲーム）ソフトである。2012年2月24日には続篇『処女と魔王とタクティクス 魔王争奪戦』が発売された。

## あらすじ
ある日、平凡な学生・響野達也の身体に魔王の魂が入り、性格が一変して好戦的になった。
そんな中、達也は異世界に飛ばされ、2代目魔王を自称するエリス・ヴァンシュタインから彼女の種族アゾォートを敵対種族ユルクシエルから救うよう頼まれた。
礼としてエリスの処女を奪うことを決めた達也はユルクシエル打倒に踏み出した。

## システム
このゲームはテキスト選択式のアドベンチャーゲームとコンピュータRPGを組み合わせたシステムになっている。
ステージの種類は2つあり、一つはアドベンチャーゲームのシナリオの一環として存在するイベントステージで、もう一つは経験値やアイテムの獲得にむいているフリーステージである。イベントステージは一度クリアすると戻ることはできないが、フリーステージは何度でも遊ぶことが可能である。
戦闘時はパーティーメンバーから戦闘要員を選び出しユニットを組む。RPGパートはアクティブターン制で、敵味方問わず素早く動けるキャラクターから行動を開始していく。

プレイヤーは、パーティーメンバーを選んで会話をしたり、捕虜を調教して仲間にすることができる。会話をするとそのキャラクターの能力が上がるが、同じキャラクターに連続で話しかけることはできない。また、調教は一度画面を開いて行うと二度とできなくなるが、イベントステージをクリアするとこの制約は一度解除される。

## 登場人物
響野達也（ひびきのたつや）
主人公。魔王の魂が入るまでは真面目な学生だった。魔王の魂が入った後は、猪突猛進で自由奔放かつ女好きな性格になってしまった。しかし、それでいて自分の決めたことを最後までやりとおそうと考えている。
夏乃目沙耶（なつのめさや）
声:宮沢ゆあな
達也の幼馴染で、豹変した達也に戸惑いを覚えている。
響野鞠絵（ひびきのまりえ）
声:金松由花
達也の妹。運動神経は高いが、飽きっぽい故、スポーツに打ち込んでいるわけではない。真面目だったころの兄をつまらなく思い、喧嘩することも多かったが、兄に魔王の魂が入って以来、関係が変わってきた。
エリス・ヴァンシュタイン
声:小倉結衣
2代目魔王で、先代魔王の一人娘。彼女の種族アゾォートはロワを苦しめたとされている。
オラクルナイツ
マナ・フローランス
声:神崎ちひろ
オラクルナイツの将軍を務める槍使い。戦闘を好みその中でも一騎討ちにこだわるため、勝敗にこだわらない戦法が多い。種族はロワ。
キサラ・チャイム
声:新堂真弓
オラクルナイツの将軍を務める策士。武器はハルバード。種族はロワ。
フロウ・カリス
声:桃也みなみ
オラクルナイツの将軍の一人で、オラクルナイツのリーダー格。騎士道を重んじる二刀流使い。種族はロワ。
メルティマ
声:七生みこと
ロワの女神であるユルクシエル。元々心優しい人物だったが、ロワの民を救うべくアゾォート殲滅を推し進めていくうちに過激な思想を持つようになった。ロワの民たちへの言葉を直接投げかけることはなくアモウを通じることがほとんど。
アモウ
声:青葉りんご
メルティマの補佐官。気が弱いが、メルティマへの忠誠は絶対的。
イリーナ
声:広瀬りお
メルティマの補佐官。アモウとは対照的に重厚な鎧が特徴。
リリー・ファルケン
声:ダイナマイト亜美
ペガサスのヒューゲルによる騎馬戦を得意とする槍使い。種族はロワ。
キキョウ・アカネ
声:羽高なる
ヤマト出身のロワの少女で、常に獅子舞をかぶっている。なお、一族のおきてで被り物を脱ぐことは不可だが、公式サイトでは彼女本人の姿を見ることは可能。
レイカ・エリノア
声:川中瀬奈
ロワの魔術師。もともとは魔王をしのぐ魔力を誇っていたが、無から魂を生み出そうとして精神が崩壊した。その後はぼんやりと自宅内をうろつくようになった。
ディーネ・フィーネ
声:渋谷ひめ
旅回りの薬師で、どんなものでも作り出す。おとなしいように見えるが、実はネコをかぶっているだけで、本性はかなりの毒舌家。

## スタッフ
- 原画 - 空想科学青年
- シナリオ - 蒼夜・DEカモ
- ムービー - N氏
- BGM - 森山和也

## 主題歌
主題歌「keep on fighting for the future」
作詞・作曲 - みゅうじこむず / ボーカル - 青葉りんご・宮沢ゆあな
作中歌「Beautiful Day」
作詞 - あきづきかおる / 作曲 - アメディオ / ボーカル - 小倉結衣・川中瀬奈